# Да Сильва, Флоран
Флоран да Сильва (фр. Florent Da Silva; родился 2 апреля 2003) — французский футболист, полузащитник клуба «Олимпик Лион», выступающий на правах аренды за бельгийский РВДМ47.

## Клубная карьера
Уроженец Во-ан-Велена, Лионская метрополия, Флоран начал футбольную карьеру в академии клуба «Мезьё», а в августе 2010 года присоединился к футбольной академии клуба «Олимпик Лион». 2 декабря 2020 года подписал свой первый профессиональный контракт с «Лионом» до лета 2023 года.
6 февраля 2021 года дебютировал в основном составе «Лиона», выйдя на замену Карлу Токо-Экамби в матче французской Лиги 1 против «Страсбура».
2 января 2023 года до конца сезона перешёл на правах аренды в нидерландский «Волендам». 

## Карьера в сборной
В 2019 году дебютировал в составе сборной Франции до 16 лет.